# Turkey Smart

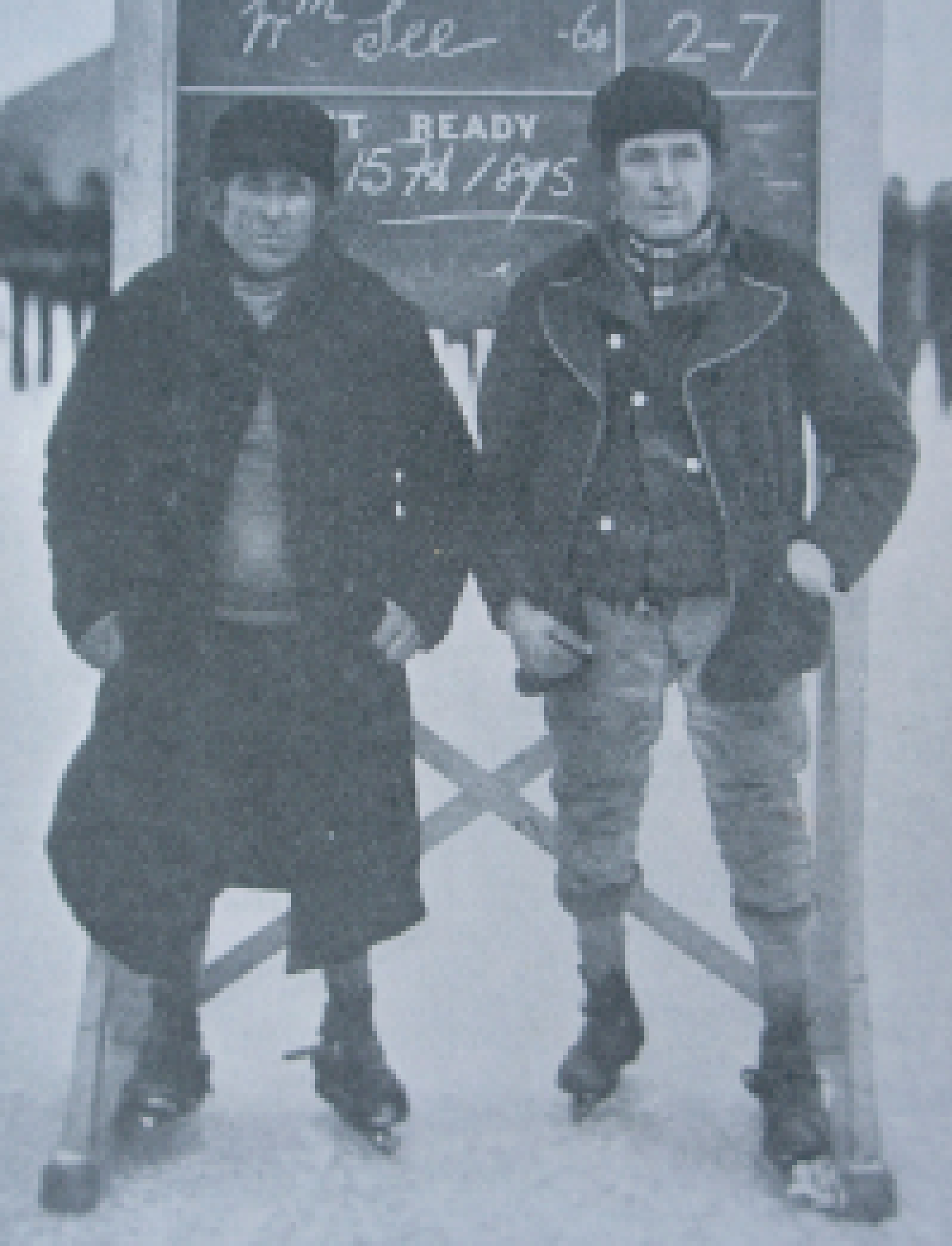
Gutta Percha See en Turkey Smart (rechts) in 1895.

William "Turkey" Smart of meestal kortweg Turkey Smart (Welney, 1830 - Welney, 1919), was een van de eerste schaatskampioenen en de stichter van een dynastie van succesvolle schaatsers afkomstig uit het midden in The Fens gelegen kleine dorpje Welney, in Cambridgeshire.

## Biografie
Turkey Smart werd geboren in 1830 aan de oevers van de Old Bedford River. Hij ging niet naar school en werkte al op jonge leeftijd als landarbeider. In 1852 trouwde hij op de leeftijd van 22 jaar met Susan die net als hij 22 jaar, afkomstig uit Welney en landarbeider was. Ze kregen 11 kinderen (George, Robert, Emma, Henrietta, Harriett, Hannah, William, James, Joseph, Frederic en Mary Ann), van wie er slechts een - James (geboren in 1865) - schaatser werd. 

## Fen skating-kampioen
Turkey Smart's heerschappij als kampioen van het Fen skating begon in 1854 toen hij, in een race over 2 mijl bij Welney, de titel overnam van Larman Register uit Southery. Met een uitzonderlijk lange slag en gedrongen stijl wist Turkey Smart alle concurrenten te verslaan.
In een koude periode een jaar later wist Smart maar liefst 13 wedstrijden in Outwell, Salter's Lode, Welney, Benwick, Mepal, March, Deeping, Ely, Peterborough en Wisbech te winnen voor het oog van duizenden toeschouwers. Elke wedstrijd bestond uit vier knock-outrondes. Men schaatste in paren over een 2 mijls-parkoers. De winnaar en zijn medefinalist schaatsten een totaal van 8 mijl in op een dag. Zijn prijzengeld voor die maand was in totaal £58 15s en een schapenbout. Dat was ongeveer het equivalent van 2 jaar inkomsten voor een doorsnee landarbeider. 
Turkey Smart zette zijn winnende reeks door tot 1861. In dat jaar moest hij, gehinderd door een blessure door een zeis, de titel delen met zijn zwager en grote concurrent William "Gutta Percha" See. Hierna volgde een reeks van zachte winters en toen het kampioenschap weer werd gehouden in 1867 werden zowel Turkey Smart en Gutta Percha verslagen door een jongere generatie schaatsers.

## Nadagen van Smart's carrière
Ondanks de nederlagen en zijn blessures bleef Smart op hoog niveau doorschaatsen totdat hij de vijftig gepasserd was. Zijn grote concurrent Gutta Percha deed dit overigens ook. Tijdens een wedstrijd in Mepal in 1878 wisten Turkey Smart en Gutta Percha (die toen respectievelijk 48 en 45 jaar oud waren) nog beiden de eerste ronde te overleven. In de volgende ronde mochten de heren tegen elkaar waarbij Gutta Percha net van Smart wist te winnen. Gutta Percha verloor in de volgende ronde overigens van zijn 16-jarige zoon George "Young Gutty" See die het in de finale weer moest afleggen tegen zijn neef George "Flying Fish" Smart. 
Hoewel Turkey Smart steeds vaker in de eerste ronde werd uitgescvhakeld, bleef hij een schaatser om rekening mee te houden. In januari 1879 wist hij in Littleport zelfs een derde ronde te bereiken door onder meer zijn neef kreeg Jarman Smart te verslaan. In de halve finale verloor hij echter van Young Gutty See. De volgende dag werd hij geklopt door zijn neefje Fish Smart in de tweede ronde van een wedstrijd in Ely. Drie dagen later was hij verliezer in de tweede ronde in Swavesey waar hij met gemak werd verslagen door  Lancashire, een van de beste skaters in de eerste ronde. Later dat jaar werd het eerste Britse professionele kampioenschap gehouden onder de auspiciën van de onlangs opgerichte National Skating Association (NSA). Turkey Smart verloor in de eerste ronde, maar kreeg een staande ovatie van de menigte. 
In 1881 schaatste Turkey Smart een 1 mijl race op Edgbaston Pool, Birmingham, en hoewel hij finishte achter zijn collega fenmen wist hij wel te winnen van de snelste deelnemers uit Birmingham, tijdens de 250 yards race. Turkey Smart bleef exhibitie-races rijden tot in zijn zestiger jaren.